# Титус Войцеховський
Титус Сильвестр Войцеховський (пол. Tytus Sylwester Woyciechowski, нар. 31 грудня 1808, Львів — 23 березня 1879, Потурин) — польський політичний діяч, агроном, землевласник, меценат, товариш і ймовірний коханець Фридерика Шопена

## Життєпис
Тит Сильвестр Войцеховський, сільськогосподарський і політичний діяч. Син Юзефа Войцеховського гербу Равич та Марії Баліцької гербу Топор. Його зведеним братом був Кароль Вельц (1804–після 1883), також друг Фридерика та учень пансіону родини Шопенів. 
Титус навчався у Варшавській гімназії, а під час навчання жив у пансіоні родини Шопенів та брав уроки гри на фортепіано у Войцеха Живного. У 1826—1829 роках навчався на факультеті права та управління Варшавського університету. У 1829 році він оселився у маєтку в Потурині, успадкованому від матері.

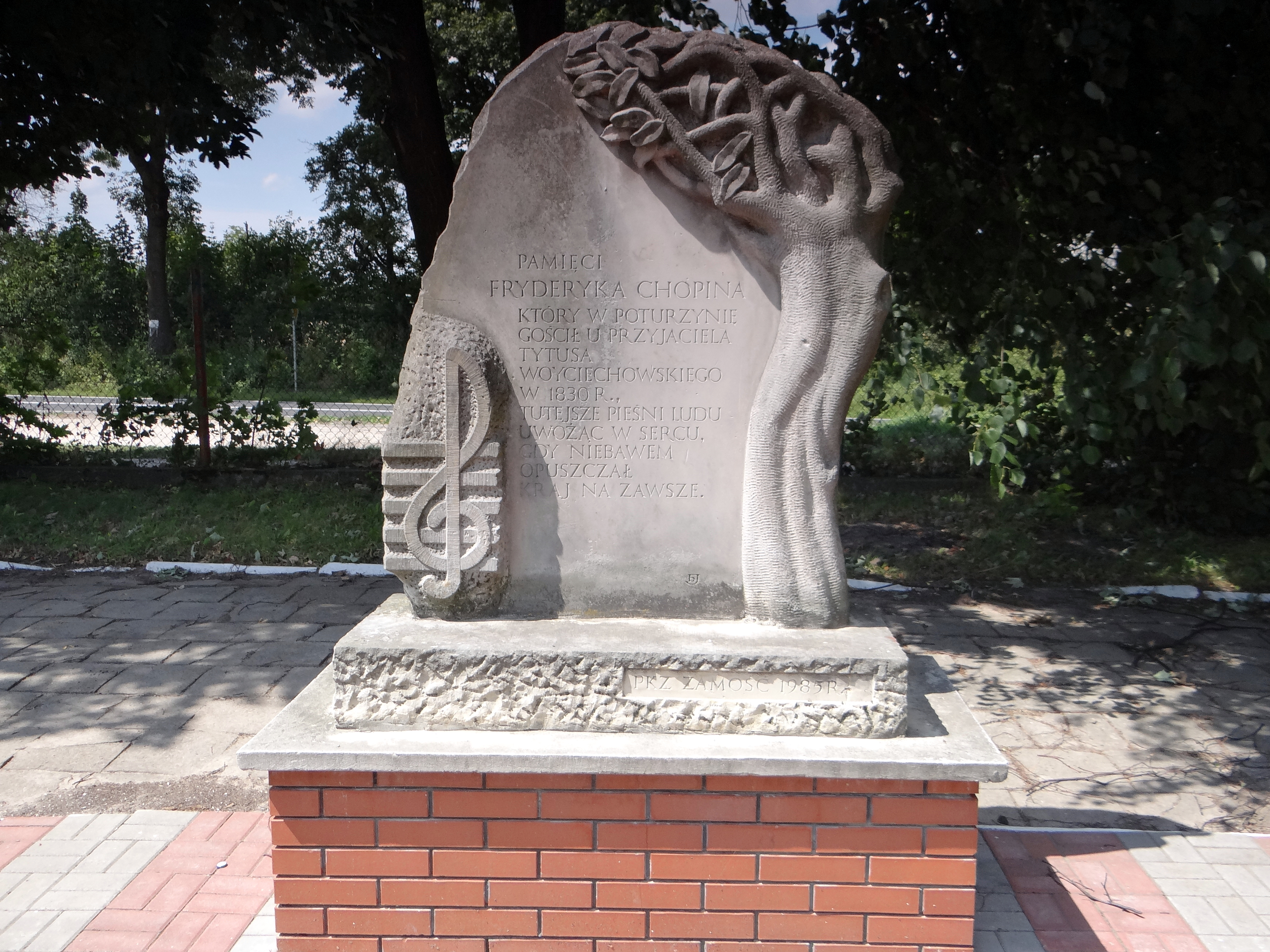
Потурин — пам'ятник Фридерикові Шопену

Шопен відвідав Титуса в Потурині у липні 1830 року. Шопен присвятив своєму другові Варіації сі-бемоль мажор, Op. 2, написані у 1827 році на тему арії «Там ми тобі допоможемо» (Là ci darem la mano) з опери «Дон Жуан» В. А. Моцарта. У листопаді 1830 року вони разом вирушили до Відня.
Дізнавшись про спалах Листопадового повстання, Войцеховський повернувся до Варшави та вступив до Почесної варти. У 1831 році він був нагороджений Золотим хрестом Віртуті Мілітарі. Після прощання у Відні Фридерик і Титус підтримували зв'язок лише через листування, і більше ніколи не зустрічалися. У 1838 році Титус Войцеховський одружився з графинею Алоїза Марціянна Полетило, з якою мав чотирьох дітей.
У 1840 році він заснував перший цукровий завод на Люблінщині в Потурині. Член Сільськогосподарського товариства в Королівстві Польському з 1858 року. У 1873 році він передав у дар Варшавському музичному товариству бюст Фридерика Шопена. Листи Шопена до Титуса Войцеховського та інші пам'ятні речі Шопена дбайливо зберігалися родиною у Вожучині, маєтку, який тоді належав онукові Титуса, Янові Томашу Виджзі, композиторові опер та пісень.
Під час Першої світової війни, в останній тиждень серпня 1914 року, Вожучин опинився в центрі воєнних дій. Житловий будинок повністю згорів у пожежі, як і господарські будівлі та село. Були знищені старі меблі, порцеляна, столове срібло, картини, бібліотека, а також пам'ятні речі Шопена: фортепіано фірми Бухгольца, на якому грав і компонував Шопен, рукописи його творів для фортепіано «Варіації на чотири руки», що закінчуються фугою, написані на 17 сторінках, та контраданс, листи Шопена до Титуса Войцеховського та пам'ятний олівець у формі колони із золотими головкою та основою та кольоровим мозаїчним стрижнем. Основа з ініціалами «Т. В.» також слугувала печаткою. В окремому футлярі була записка з присвятою від Шопена.